# Kerényi-Nagy Viktor
Kerényi-Nagy Viktor (Budapest, 1985. február 3. –) botanikus, pedagógus, taxonómus, természettudományi szakíró. Botanikai szakmunkákban nevének rövidítése: „Kerényi-Nagy”.

## Életpályája
5 gyermekes család harmadik gyermekeként született. Középiskolai tanulmányait (1999-2003) a Varga Márton Kertészeti és Földmérési Szakközép Iskolában végezte, ahol jó minősítéssel érettségizett. Az iskolai nyári szünetekben önkéntesként dolgozott a Budapest Fővárosi Állat- és Növénykertben. Egyetemi tanulmányait a Budapesti Corvinus Egyetem Kertészettudományi Karán végezte jó minősítéssel, diplomamunkáját kari kitüntetéssel, kiváló minősítéssel védte meg "Galagonya-taxonómia a Kárpát-medencében" címen (2012). A Budapesti Corvinus Egyetem Társadalomtudományi Karán mérnöktanár képesítést szerzett (2014). Doktori (Ph.D.) tanulmányait a Nyugat-Magyarországi Egyetem Erdőmérnöki Karán végezte, témája "A Crataegus (galagonya) nemzetség Kárpát-medencei taxonjainak revíziója". 
Több tanulmányúton vett részt: a Varga Márton Kertészeti és Földmérési Szakközép Iskola szervezésében Erdély (1999), Horvátország (2000) és Dél-Franciaország (2002), CEEPUS-ösztöndíjjal a Nyitrai Szlovák Agrártudományi Egyetemen (2007, 2008), ERASMUS-ösztöndíjjal Isztambuli Egyetem, Molekuláris Biológia és Genetika Intézetben (Isztambul, Törökország) fehérjemódszerek és biotechnológiai tanulmányokat illetve laboratóriumi gyakorlatokat végzett (2008-2009), Nyugat-Magyarországi Egyetem támogatásával a 2012-ben az Albert-Ludvig Egyetemen (Freiburg, Németország), az Erdészeti és Faipari Képzést Támogató Alapítvány által a Mendel Egyetemen Csehországban (2011), a Zágrábi Egyetemen és a Babes-Bolyai Tudományegyetem Alexandru Borza Botanikus Kertjében (2012). 2014-ben elnyerte a Nemzeti Kiválósági ösztöndíj – Erdős Pál ösztöndíját, de az anyagi támogatási szerződés megkötésére a doktori fokozat megszerzésének késedelme miatt nem került sor. Több Tudományos Diákköri illetve szakdolgozat és diplomamunka témavezetője. 
A tudomány számára újként írt le 8 rózsafajt és hibridet, 11 galagonya változatot, 8 rózsaváltozatot. Eredményeiről száznál több tudományos és ismeretterjesztő könyvben és szakcikkben számol be. Közreműködött az ELTE Füvészkert vadrózsagyűjteményének létrehozásában. Saját rózsa- és galagonyagyűjteményének felajánlása révén a Szent István Egyetem Botanikus Kertjében létrejött élőgyűjtemény. Főszervezője az "I. Rózsa- és galagonya-konferencia a Kárpát-medencében" nemzetközi konferenciának (Gödöllő). Alapító tagja a Borbás-emlékplakettnek, mely erkölcsileg kívánja elismerni a kutatási életben kimagasló személyeket illetve a tudományos pálya utánpótlásáért dolgozó tanárokat.

## Publikációi
- A Történelmi Magyarország területén élő őshonos, idegenhonos és kultúr-reliktum rózsák kismonográfiája (http://mek.oszk.hu/11700/11769)
- A Kárpát-Pannon és Illír régió vadon termő galagonyáinak monográfiája (http://mek.oszk.hu/14200/14204/)
- A Tabáni Tanösvény (Farkas Noémi Barbara és Zsoldos Árpád társszerzőkkel) (http://mek.oszk.hu/12800/12825/)
- "I. Rózsa- és galagonya-konferencia a Kárpát-medencében" nemzetközi konferencia (Szirmai Orsolya, Helyes Lajos, Penksza Károly, Neményi András társszerkesztőkkel) (http://mek.oszk.hu/14200/14209/)